# Ariamnes simulans
Ariamnes simulans es una especie de araña del género Ariamnes, familia Theridiidae. Fue descrita científicamente por O. Pickard-Cambridge en 1892.
Se distribuye por la India. La especie se mantiene activa durante el mes de mayo.